# Mahasz
Mahasz ("Magyar Hanglemezkiadók Szövetsége") là tên của Hiệp hội công nghiệp âm nhạc của các công ty thu âm Hungary, thành lập năm 1992. Mahasz cũng là bảng xếp hạng xây dựng nên Hungarian Music Awards và duy trì bảng xếp hạng âm nhạc cho quốc gia này.